# Pallante (liberto)
Marco Antonio Pallante (... – 62) era un liberto di Antonia, madre dell'Imperatore romano Claudio.

## Biografia
La sua condizione di liberto, e quindi di abitante di Roma ma non cittadino a pieno titolo, non lo escluse dalla gestione del potere all'interno alla famiglia imperiale Giulio-Claudia. Per le sue indubitabili capacità era riuscito a raggiungere la posizione di grande favorito dell'Imperatore che lo investì della gestione finanziaria dell'Impero.
Alla morte di Messalina fra i liberti di Claudio e le donne interessate a diventare imperatrici si scatenò la lotta per scegliere una nuova moglie all'anziano Imperatore che non sopportava la solitudine:
(Tacito, Annali, XII, 1-2, BUR, Milano, trad.: B. Ceva)
Lo stesso imperatore Nerone fu in debito con Pallante per la sua ascesa al trono perché se non fosse stato per Pallante che ha fatto sposare Agrippina e Claudio e fatto adottare Nerone da quest'ultimo il trono sarebbe stato del legittimo erede Britannico (che era voluto sul trono dal liberto Narciso). Dopo che Agrippina Minore ebbe sposato Claudio, Pallante la aiutò a porre al primo posto fra i pretendenti al trono il giovane Domizio Enobarbo.
(Tacito, Annali, XII, 25, BUR, Milano, trad.: B. Ceva)
La ricchezza di Pallante era diventata letteralmente proverbiale visto che Giovenale ancora ai tempi di Domiziano, quasi mezzo secolo dopo, nella prima Satira (vv. 106-109) fa dire a un liberto:
quid confert purpura maior 

optandum, si Laurenti custodit in agro 

conductas Corvinus oves, ego possideo plus 

Pallante et Licinis?
(Che vantaggio dà la porpora, quando Corvino pascola le pecore degli altri nei campi di Laurento e io ho più quattrini di Pallante e dei Licini?)
D'altra parte non deve essere stato difficile per Pallante raggiungere e mantenere questa ricchezza, stimata in trecento milioni di sesterzi, (per diventare senatore occorreva una rendita di almeno un milione) se, come malignamente ricorda Tacito, a Pallante -che aveva fatto proporre a Claudio una legge che proibiva alle liberte di avere rapporti sessuali con gli schiavi-
(Tacito, Annali, XII, 53, BUR, Milano, trad.: B. Ceva)
La sua relazione con Agrippina era di pubblico dominio; Narciso, un altro potente liberto della casa imperiale che appoggiava il figlio di Claudio, Britannico, si scagliò pubblicamente contro Pallante:
(Tacito, Annali, XII, 65, BUR, Milano, trad.: B. Ceva)
Con la salita al trono di Nerone la sorte di Pallante cominciò a cambiare. Il giovane imperatore fu affiancato da Seneca e Afranio Burro, messi a quel posto da Agrippina stessa;
(Tacito, Annali, XIII, 2, BUR, Milano, trad.: B. Ceva)
Ma Nerone mal sopportava l'attività della madre e con il crescere dell'età cercò di liberarsi di questa letale influenza fino al matricidio. Lentamente si riappropriò del potere emarginando i sostenitori di Agrippina.
(Tacito, Annali, XIII, 14, BUR, Milano, trad.: B. Ceva)
Il risultato immediato fu la furia di Agrippina che minacciò di sponsorizzare Britannico quasi diciottenne e quindi possibile serio rivale per il trono. Britannico fu ucciso.
In seguito fu scoperta una cospirazione per mettere sul trono Cornelio Silla, valido pretendente perché di nobile famiglia e imparentato con Claudio. Implicati nella vicenda Pallante e Burro. Pallante  riuscì a dimostrare la sua innocenza ma la cosa non fu gradita anche perché il ricco liberto divenne ancor più superbo.
Infine Pallante perse qualsiasi difesa e Nerone -pare- ne decretò la morte:
(Tacito, Annali, XIV, 65, BUR, Milano, trad.: B. Ceva)
Il fratello di Pallante Antonio Felice era il governatore della Giudea che, nel 58, protesse Paolo di Tarso dalla condanna a morte pronunciata dal Sinedrio e gli propose di trasportarlo sotto scorta in una città lontana, in cambio di una forte somma di denaro.